# Pantaloncini da ciclista

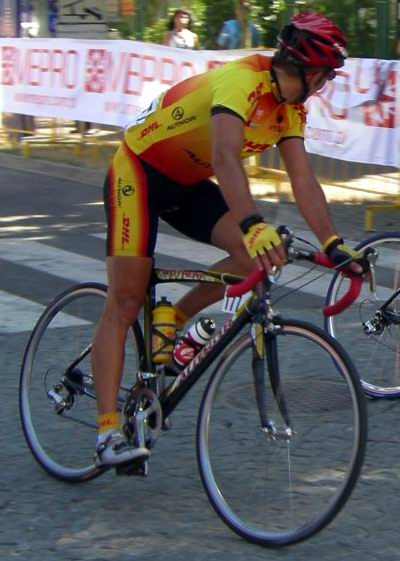
Il ciclista Daniel Czajkowski.

I pantaloncini da ciclista (conosciuti anche come semplicemente ciclista) sono un tipo di pantalone corto elasticizzato, progettato per migliorare l'efficienza ed il comfort di chi pratica ciclismo. 

## Descrizione
Tale indumento è in grado di migliorare l'aerodinamica, proteggere la pelle dalla continua frizione delle gambe contro la bicicletta ed il sellino, far scivolare via il sudore, evitando quindi irritazioni e comprimere i muscoli, riducendone la fatica.
Oltre che per il loro utilizzo nell'ambito del ciclismo, i pantaloncini da ciclista sono utilizzati per la ginnastica o la danza, ma anche nella moda casual, indossati sotto la minigonna. A volte sono stati utilizzati anche come costume da bagno.